# Cinderellen
Cinderellen è il primo album solista della cantante e tastierista canadese Ellen Reid (ex componente dei Crash Test Dummies), pubblicato nel 2001.
Il brano Send Me Home venne pubblicato come singolo nel 2001 e ne venne fatto anche un video.
Tra i musicisti che hanno contribuito alla realizzazione del tour per l'album c'è anche Dan Roberts al basso.

## Tracce
1. Make You Mine – 3:32
2. Everything – 4:26
3. Bullet – 4:34
4. Send Me Home – 3:50
5. Mirror – 3:47
6. Anybody Will Do – 3:29
7. Get Into – 5:35
8. Force Field – 4:14
9. In Defence of the Wicked Queen – 4:48
10. True Love – 3:47
11. You're Early – 18:37

## Musicisti
- Ellen Reid - voce
- Chris Fudurich - basso elettrico, chitarra, programmatore (tracce 1, 3, 6)
- Scott Harding - chitarra (tracce 2, 7, 8)
- Jimmy Harry - chitarra, programmatore (traccia 4)
- Stuart Cameron - chitarra, lap steel guitar (tracce 5 e 8)
- Tony Maimone - basso elettrico (tracce 2, 5, 7, 8)
- Andrew Hall - contrabbasso (traccia 11)
- Chris Brown - pianoforte, organo hammond, organo (tracce 2, 5, 7, 8, 11)
- Kenny Wollesen - batteria, percussioni (tracce 2, 5, 7, 8)
- Jane Scarpantoni - violoncello (traccia 11)
- Antoine Silverman - violino (tracce 8, 11)